# Ė
Das Ė (kleingeschrieben ė) ist ein Buchstabe des lateinischen Schriftsystems. Er besteht aus einem E mit Überpunkt.
Das Ė wurde erstmals 1653 von Daniel Klein für das Litauische verwendet. Der Buchstabe stellt ein langes E dar (IPA: eː), im Gegensatz zum normalen E, welches wie ein kurzes deutsches Ä (IPA: ɛ) ausgesprochen wird.
In der Umschrift des Kyrillischen nach DIN 1460 steht Ė für den Buchstaben Э (ein E, das als  [ɛ] und nicht [jɛ]/[je] bzw. im Inlaut [ʲɛ]/[ʲe]/[ʲɪ] ausgesprochen wird).

## Darstellung in Computersystemen
Unicode enthält das Ė an den Codepunkten U+0116 (Großbuchstabe) und U+0117 (Kleinbuchstabe).
In TeX kann man das Ė mit den Befehlen \.E und \.e bilden.
In HTML gibt es die benannten Zeichen &Edot; für das große Ė und &edot; für das kleine ė.